# Eduardo Meirelles
Eduardo Meirelles ( – 7 de junho de 1938) foi um médico brasileiro.
Foi eleito membro da Academia Nacional de Medicina em 1909, com o número acadêmico 258, ocupando a Cadeira 83, que tem Vital Brazil como patrono.